# Ponte Pedonal Circular (Aveiro)
A Ponte Pedonal Circular de Aveiro, também conhecida como Ponte do Laço, é uma ponte que existe em Aveiro, sobre os canais de São Roque e dos Botirões.
Esta estrutura une as quatro margens destes canais, abrangendo as margens do Cais dos Mercantéis e do Cais dos Botirões.
A ponte é única em Aveiro pela possibilidade de permitir atravessar dois canais e pela forma e desenho.
O projecto é da autoria do arquitecto Luís Viegas, da Faculdade de Arquitectura do Porto e do engenheiro Domingos Moreira, que desenharam a obra.
A ponte abriu ao público em 2006 e teve um custo total de 400 mil euros.
A geometria em planta da Obra de Arte é composta por um círculo com 26m de perímetro, a eixo, com 2,0m de largura, localizando-se na tangencia às três margens, materializadas pela confluência do Canal de Botirões no canal de S. Roque.
A obra de arte pode ser caracterizada por um tabuleiro circular suspenso por tirantes metálicos desde o seu limite interior até ao mastro inclinado, que por sua vez é sustentado por barras metálicas amarradas a um maciço de betão. A solução adoptada para as fundações indirectas do mastro e do maciço de amarração permitiu a quase completa eliminação de forças horizontais transmitidas ao maciço geotécnico, que não apresenta características competentes de fundação nas suas camadas superficiais.
A ponte permite a circulação a pé, de bicicleta e a utilização por utentes de mobilidade reduzida, pela existência de rampas além do acesso por escadaria. O pavimento de madeira e os tabuleiros encontram-se suspensos por cabos a um mastro composto por dois elementos que configuram, no ar, o anel de amarração.
Dos materiais utilizados destacam-se o mastro de estrutura metálica de secção variável, o passadiço em estrutura metálica em perfis compostos de forma a fazer a geometria circular e as guardas exteriores em vidro curvo.
Com iluminação nocturna, a guarda do tabuleiro é composta por um vidro laminado curvo e transparente de forma a não constituir um obstáculo visual à leitura espacial da envolvente e a expressar uma condição de conforto ao nível da fruição do utente.
Devido à singularidade da ponte foi efectuada a monitorização da mesma levada a cabo pelo Departamento de Engenharia Civil da Universidade de Aveiro. A monitorização foi efectuada com ensaios dinâmicos e estáticos, salientando-se a utilização de sensores em fibra óptica.